# Sense filtre
Sense filtre (títol original en francès: Chamboultout) és una pel·lícula de comèdia francesa de 2019 dirigida per Éric Lavaine. És protagonitzada per Alexandra Lamy, José Garcia i Michaël Young. Es va estrenar als cinemes francesos el 3 d'abril de 2019. Ha estat doblada al català central per a TV3 i al valencià per a À Punt.

## Sinopsi
Beatrice celebra amb la seva família el llançament del seu llibre, on explica l'accident del seu marit Frederic, de com es va quedar cec i sense filtre, però com també segueix sent tan divertit i seductor com totalment impredictible. Però aquest llibre, himne a la vida, es converteix en un maldecap, perquè encara que Beatrice canvia els noms, cadascun dels seus amics busca trobar el seu personatge.

## Repartiment
- Alexandra Lamy com a Béatrice
- José Garcia com a Frédéric
- Michaël Youn com a Fabrice
- Medi Sadoun com a J.P.
- Anne Marivin com a Nadia
- Michel Vuillermoz com a Arnaud Lubert
- Anne Girouard com a Odile
- Olivia Côte com a Emmanuelle
- Jean-François Cayrey com a Loïc
- Nuno Lopes com a Bernard
- Guilaine Londez com a Bérangère Mazuret
- Ludivine de Chastenet com a Valérie
- Christophe Canard com l'editor de Béatrice
- Guillaume Briat com a Hugues
- Benoît Allemane com l'advocat